# Temple de Naga
Naga, Naqa, o Wad Ban Naga fou un temple de Núbia, al sud de Mèroe, que estava dedicat al déu Apedemak, antic déu nubià i egipci, i a la seva dona nubiana de nom desconegut. Naga vol dir serp. Especialment vistoses són les representacions de la reina Amanitores de Mèroe.